# Список войн Алжира
В этом списке перечислены вооружённые конфликты в которых Алжир был одной из сторон, начиная с борьбы за независимость в 1954 году.
| Конфликт                                        | одна сторона                                                    | вторая сторона             | Результат |
| ----------------------------------------------- | --------------------------------------------------------------- | -------------------------- | --- |
| Война за независимость Алжира (1954—1962)       | ФНО АНД АКП                                                     | Франция OAS Харки          | Дипломатическая победа - Военный тупик - Эвианские соглашения, Независимость Алжира                                                                                          |
| Восстание ФСС (1963—1964)                       | Алжир                                                           | ФСС                        | Победа Правительства - Восстание подавлено. |
| Алжиро-марокканский пограничный конфликт (1963) | Алжир Египет                                                    | Марокко                    | Патовая Ситуация - Закрытие границы к югу от Фигига. |
| Война Судного дня (1973)                        | Египет Сирия Ирак Иордания Алжир Марокко Саудовская Аравия Куба | Израиль                    | Поражение - Вторжение Арабской коалиции на территорию Израиля было отражено. - Женевская конференция - Временное соглашение по Синаю - Резолюция Совета Безопасности ООН 338 |
| Война в Западной Сахаре (1976)                  | Полисарио Алжир                                                 | Марокко Мавритания Франция | Прекращение огня - Мавритания отказалась от территориальных претензий |
| Гражданская война в Алжире (1991—2002)          | Алжир                                                           | ИФС ВИГ                    | Победа Правительства - Исламские повстанцы были подавлены. |
| Конфликт в Магрибе (2002 — настоящее время)     | Алжир Марокко Мавритания Мали Чад Франция                       | Аль-Каида                  | Продолжается - Операция «Несокрушимая свобода» — Западная Сахара идущая с 2007 года по сегодняшний день.                                                                     |